# Walckenaeria erythrina
Walckenaeria erythrina este o specie de păianjeni din genul Walckenaeria, familia Linyphiidae. A fost descrisă pentru prima dată de Simon, 1884. Conform Catalogue of Life specia Walckenaeria erythrina nu are subspecii cunoscute.